# Wieden (Schwarzwald)
Wieden é um município da Alemanha, no distrito de Lörrach, na região administrativa de Freiburg, estado de Baden-Württemberg.
Pertence ao Gemeindeverwaltungsverband de Schönau im Schwarzwald.